# شانگهای فولکس‌واگن

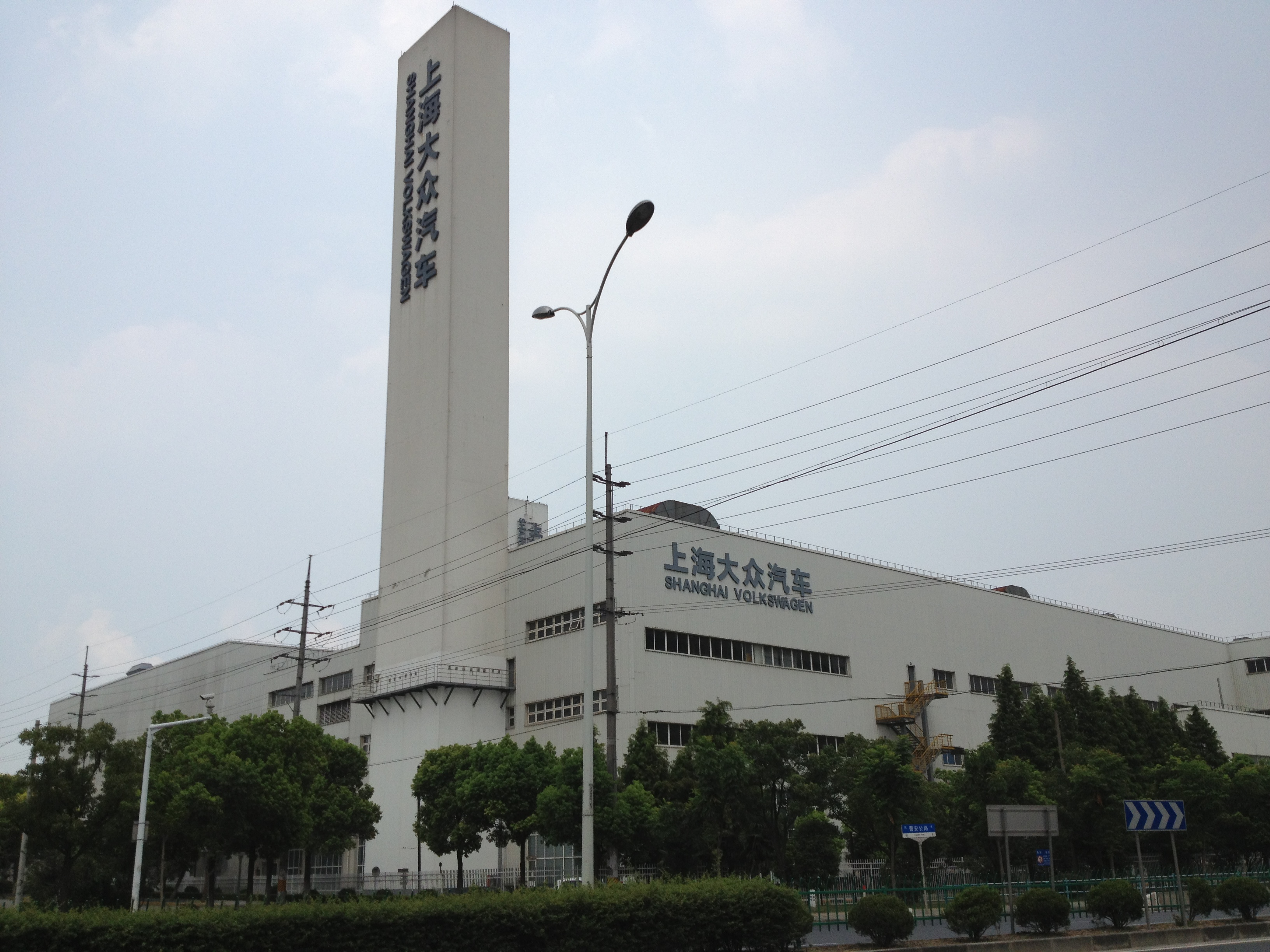
کارخانه مرکزی شرکت شانگهای فولکس‌واگن، در شانگهای

شانگهای فولکس‌واگن (به انگلیسی: Shanghai Volkswagen) شرکت خودروسازی چینی است، که در سال ۱۹۸۴ از مشارکت انتفاعی شرکت فولکس‌واگن و شرکت صنایع خودروسازی شانگهای راه‌اندازی شد. این شرکت در سال‌های نخست به مونتاژ خودروهای دو شرکت فولکس‌واگن و اشکودا اشتغال داشت.
شرکت شانگهای فولکس‌واگن در سال ۲۰۱۱ در مجموع ۱٫۱۶ میلیون خودرو به‌فروش رسانده بود. دفتر مرکزی و کارخانه تولیدی اصلی این شرکت در شهر شانگهای، جمهوری خلق چین قرار دارد. شانگهای فولکس‌واگن هم‌اکنون متعلق به گروه فولکس‌واگن (۴۰٪)، فولکس‌واگن چین (۱۰٪) و شرکت صنایع خودروسازی شانگهای (۵۰٪) می‌باشد.